# Jinan Qingqi
Jinan Qingqi Motorcycle Co., Ltd. (in cinese: 济南轻骑摩托车, Pinyin Jìnán Qìngqí Mótūochē) è un produttore cinese di moto, scooter e piccoli motori multiuso, fondato nel 1956 e che opera con il marchio Qingqi.

## Storia
Jinan Qingqi Motorcycle è una delle più antiche aziende motociclistiche cinesi insieme alla Linhai Power, nonché uno dei primi produttori; venne fondata nel 1956 nella città di Jinan quando una officina di riparazione di mezzi agricoli, dopo anni di sviluppo, presentò una motocicletta leggera, la Type-15 che entrerà in produzione solo nel 1965 e sarà ufficialmente registrato il marchio Qingqi.
Nel 1985 viene firmato un importante accordo con la giapponese Suzuki per la forniture di tecnologie e macchine di produzione e viene avviato l'assemblaggio dei primi modelli di scooter di origine giapponese. Quattro anni dopo viene avviata la produzione della motocicletta Suzuki GS125 (ribattezzata sul mercato cinese Suzuki King) e degli scooter compatti Suzuki Address (AG50 e AG100).
Nel 1993 viene fondata la Jinan Qingqi Motorcycle Company Limited che integra uno stabilimento di assemblaggio, un secondo stabilimento di assemblaggio finale e fabbricazione di motori. L'azionista di maggioranza è la Qingqi Group Co., Ltd.

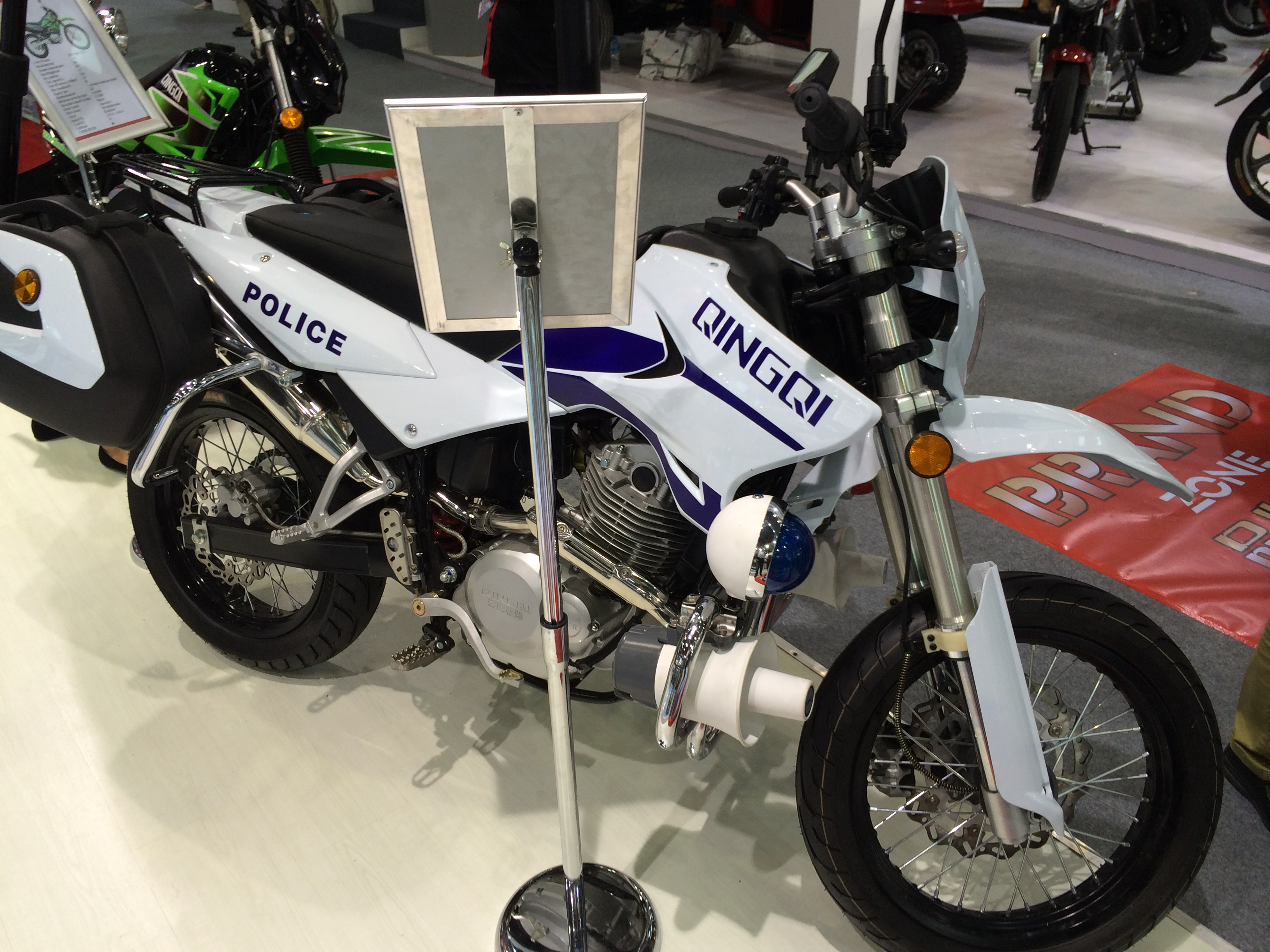
Motocicletta Qingqi per la polizia cinese

Nel 1994 viene fondata la joint venture sino-giapponese "Jinan Qingqi Suzuki Motorcycle Co., Ltd." con un capitale sociale di 24 milioni di dollari USA. Nel luglio 1996 viene inaugurata la produzione dei motoveicoli Qingqi Suzuki nel nuovo stabilimento dedicato. Nello stesso anno viene avviato l’export di alcuni modelli sul mercato europeo, soprattutto in quello tedesco con scooter di 50 cm³ di cilindrata denominati Qingqi Rex. 
Nel 1997 l'azienda viene quotata alla Borsa di Shanghai e due anni dopo avvia l’export nei paesi del sud est asiatico.
Il 28 ottobre 2006 viene fondata la "Jinan Qingqi Peugeot Motorcycle", joint venture 50-50 con il costruttore Peugeot Motorcycle per la produzione degli scooter francesi in un nuovo complesso a Jinan destinati all’export soprattutto europeo. I primi modelli prodotti in Cina sono stati il ciclomotore Peugeot 103 “Vogue” e gli scooter Kisbee, Citystar e il V-Click (rebadge del Qingqi Rex). Successivamente viene avviata la produzione dei modelli Ludix e Django. 
Nel 2013 Jinan Qingqi Motorcycle Co., Ltd. è diventata una consociata interamente controllata da China South Industries Group.
Attualmente la produzione Qingqi si concentra su moto leggere e scooter con motorizzazioni nella fascia 50-250 cm³ e in scooter elettrici.
Nell'agosto 2016 viene fondata la joint venture 50-50 sino-coreana "Jinan Qingqi KR Motors Co., Ltd." con la KR Motors per la produzione in Cina e l'esportazione di motociclette a marchio Hyosung.